# レーティッシュ鉄道ABe4/4 41-49形電車

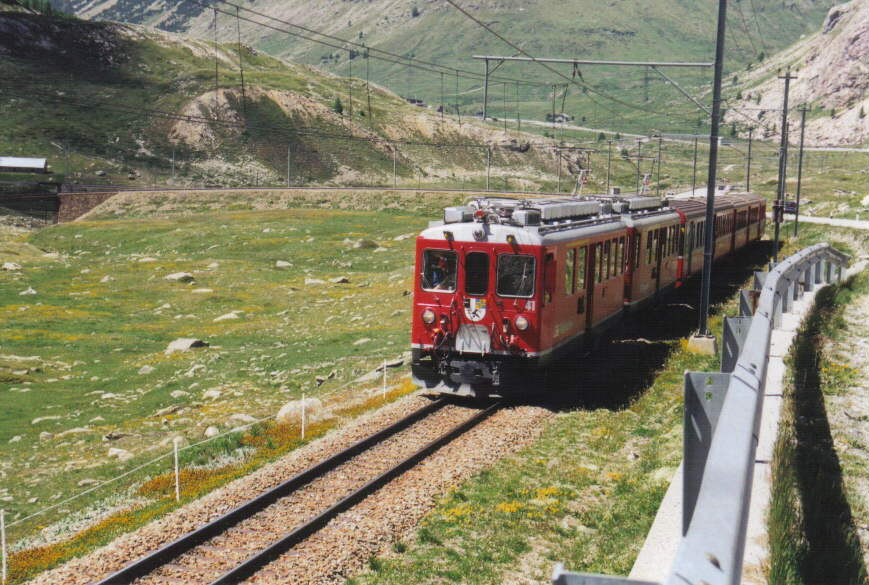
ABe4/4 41号機ほかの重連が牽引する列車、オスピッツォ・ベルニナ付近

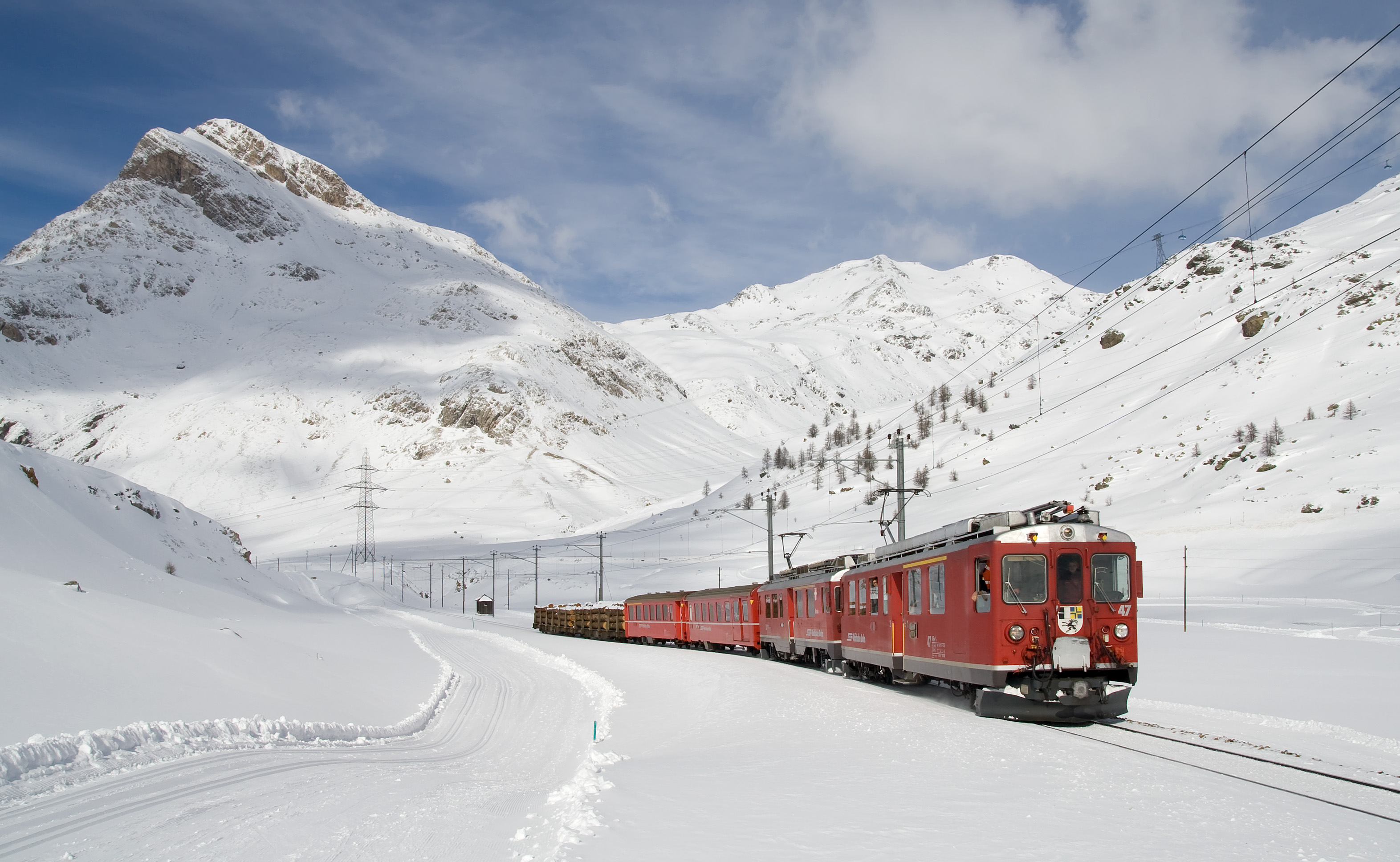
ABe4/4 47号機および52号機の重連が牽引する混合列車、オスピッツォ・ベルニナ付近

レーティッシュ鉄道ABe4/4 41-49形電車（レーティッシュてつどうABe4/4 41-49がたでんしゃ）は、スイス最大の私鉄であるレーティッシュ鉄道（Rhätischen Bahn (RhB)）の路線であるベルニナ線（Berninabahn）の山岳鉄道用電車である。

## 概要
ベルニナ線は開業以来1960年代に至るまで開業以来のABe4/4 31-37形、ABe4/4 30形、ABDe4/4 38形電車が主力として使用されてきたが、これらの一部置換えと輸送力増強を図るため、クール・アローザ線のABDe4/4 481II-486II形をベースとして1964、65年に6両、1972年に3両が製造されたのが本機であり、車体、機械部分、台車の製造をSWS、主電動機の製造をBBC、電機部分の製造をSAASが担当しており、価格は1両760,000スイス・フランである。抵抗制御により1時間定格出力680kW、牽引力106kNを発揮する汎用機であり、現在ではABe4/4 51-56形電車や本機と同一性能のGem4/4形ディーゼル/電気機関車とともにベルニナ線の主力として客車列車を牽引している。なお、設計時の性能要件は以下の通り。
- 70パーミルの勾配区間において
  - 登り勾配で60tを牽引してR45mの曲線を25km/hで、R30mの曲線を30km/hで主抵抗器短絡の状態で走行可能なこと。
  - 登り勾配で15tを牽引してR45mの曲線を30km/hで主抵抗器短絡の状態で走行可能なこと。
  - 下り勾配で40tを牽引して15-40km/hの範囲で電気ブレーキのみで定速で走行可能なこと。
- ロータリー除雪車を推進した除雪列車で1時間定格で10km/hで走行できること。
- 回生ブレーキを装備すること。
- 架線電圧にかかわらず動作することができる発電ブレーキを装備し、発生電圧で補機を駆動することが可能なこと。

なお、機番と製造年は以下の通りであるが、本形式には機体名はつかない。
- 初期量産機
  - 41 - 1964年
  - 42 - 1964年
  - 43 - 1964年
  - 44 - 1964年
  - 45 - 1964年
  - 46 - 1965年

- 増備機
  - 47 - 1972年
  - 48 - 1972年
  - 49 - 1972年

## 仕様

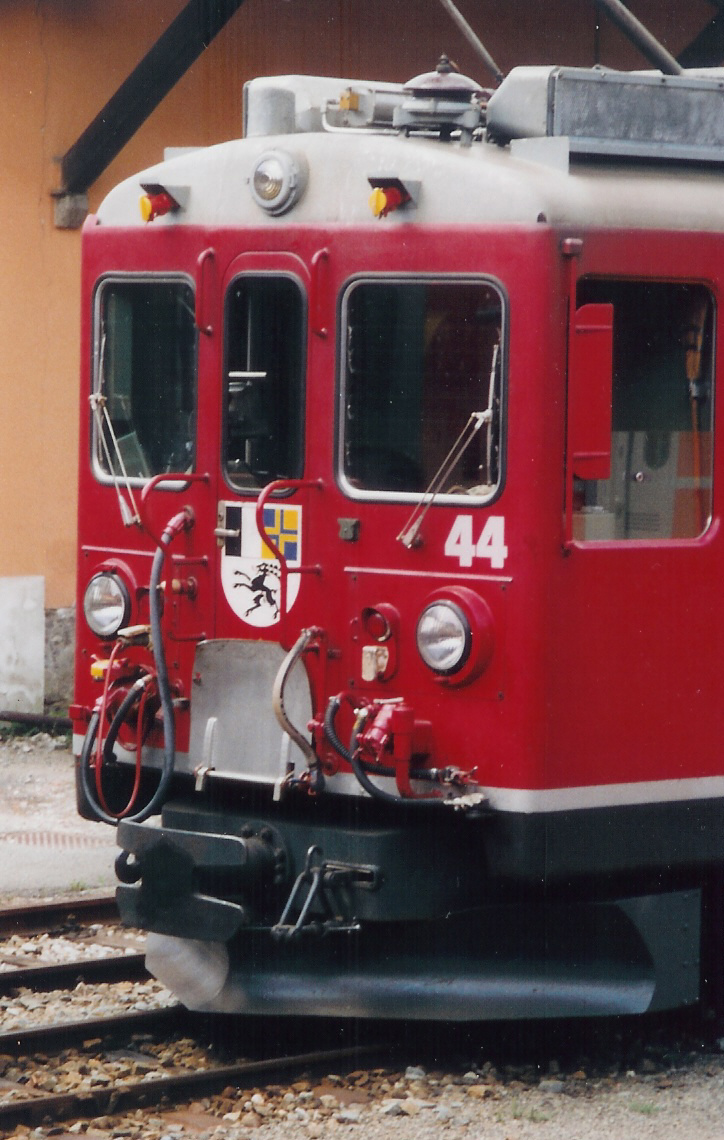
ABe4/4 44号機、前頭部

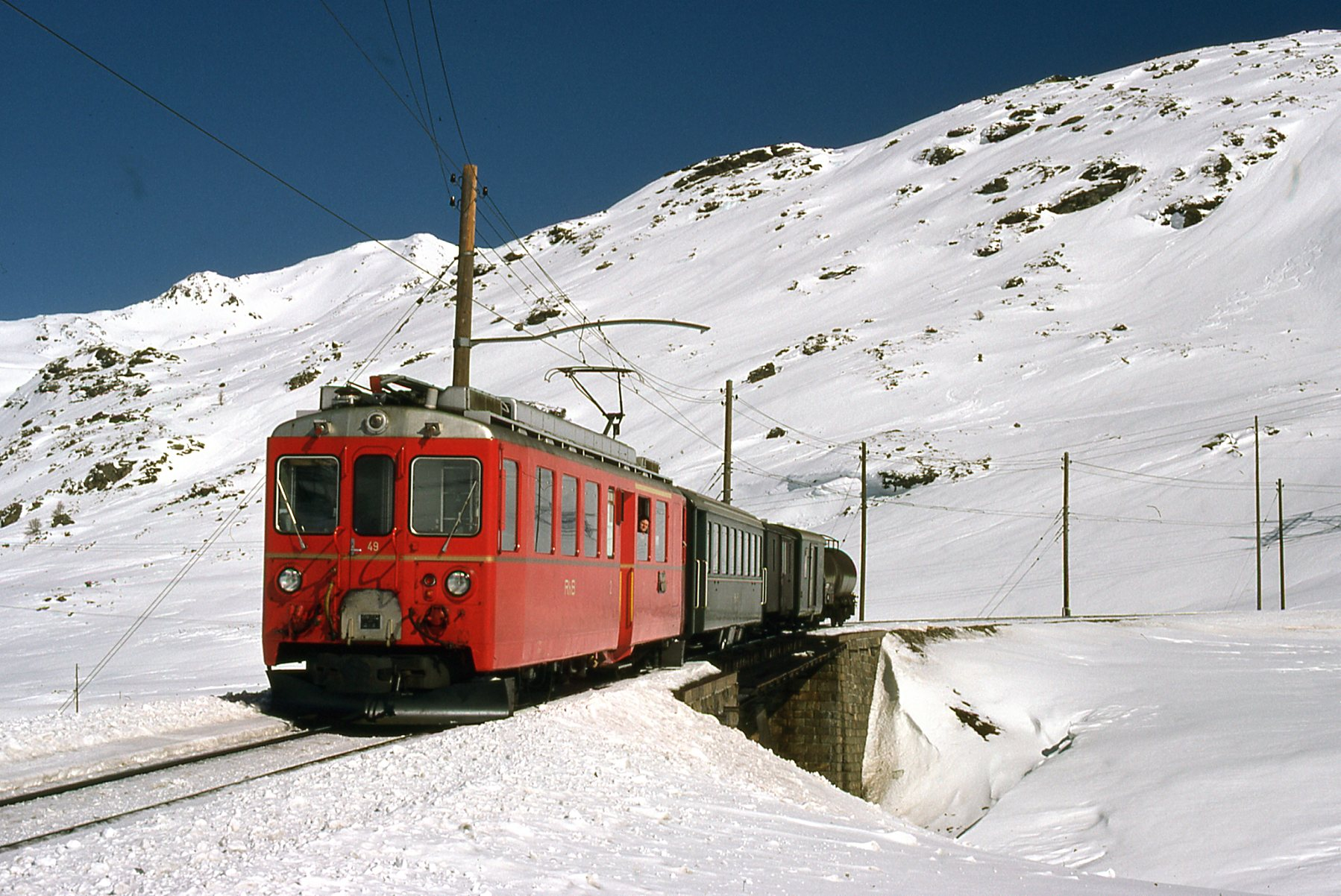
混合列車を牽引するABe4/4 49号機、製造当時の塗装

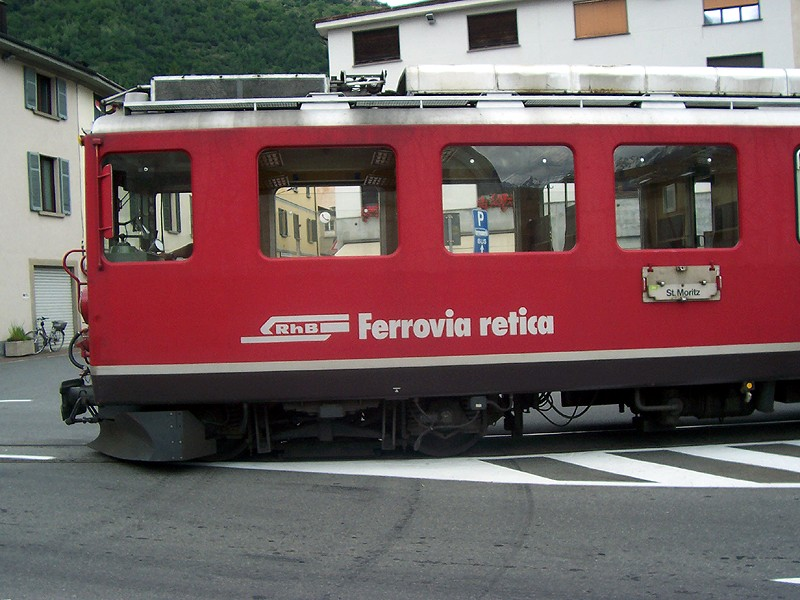
ABe4/4形の台車部分、枕ばねが重ね板ばね式の41-46号機、台車上半部が台枠内に収まり、台車枠などが外からは見えない構造

### 車体
- 車体は両運転台式の鋼製で正面は貫通扉付の3面折妻、側面は運転室の最前部の窓部分からわずかに絞られた形状となっている。客室は車体中央の4枚折戸で幅700mmの客扉のあるデッキ部分をはさんで後位側（ティラーノ側）が座席定員6名の1等室が2室（喫煙および禁煙）、前位側（サンモリッツ側）が座席定員16名（喫煙）と8名（禁煙）の2等室となっており、後位側の運転室内後部に電気機器室とその扉が、デッキには大型トイレが設置されている。
- 46-49号機は同時に製造されたクール・アローザ線のABe4/4 487II-488形電車と車体が共通となっているが、同機用の台車や電気機器[5]が大形であるため、41-46号機よりも運転室部分が延長されて車体長や台車中心間距離が350mm延長されている。
- デッキ部の床面はレール面上1000mmで、ホームからはステップ2段を経由して乗車するほか、客室の床面がレール面上1120mmとなっており、デッキからはスロープを経由して入室する。
- 1等室は2+1列の付3人掛けがそれぞれシートピッチ1895mmで1ボックスずつ、2等室は2+2列の4人掛けがシートピッチ1570mmで喫煙室に2ボックス、禁煙室に1ボックスのいずれも固定式クロスシートで、1等室のものは大型ヘッドレスト付、2等室のものは簡単なヘッドレスト付きであるほか、客室窓は1等室が幅1400mm、2等室が幅1200mmで高さはいずれも950mmの大型の下降窓となっている。なお、デッキにも4名分の補助席が設けられている。
- 運転室はスイスやドイツで一般的な円形のハンドル式のマスターコントローラーが設置されているほか、運転室横の窓は幅800mmの下降式で、反運転台側にはバックミラーが設置されている。
- 正面は貫通扉付の3枚窓のスタイルで、下部左右の2箇所に大形の丸型前照灯、貫通扉上部に小形の丸形前照灯、下部右側の前照灯脇に標識灯が設置され、併せて電気連結線・栓類が設置されている。連結器は台車取付のねじ式連結器で緩衝器が中央、フック・リングがその左右にあるタイプで、先頭部に大型のスノープラウが設置されている。
- 車体塗装
  - 41-46号機の製造時は、車体は赤をベースに窓下に金色の細い飾帯が入り、側面中央には"RhB"のレタリングが、正面貫通扉には機番が入るものである。また、屋根および屋根上機器が銀色、床下機器と台車はダークグレーであった。
  - 47-49号機は製造当初から窓下の細帯が飾帯ではなく金色の塗装となり、41-46号機もその後塗装による細帯に変更となった。
  - その後側面中央にはRhBのマークが入るようになり、窓下の帯が白に変更となった。
  - 1980年代には窓下の帯が銀、側面中央にRhBのロゴが入るようになり、一部機体は車体裾部がグレーとなった。
  - その後80年代後半にはABe4/4 51-56形や本線系統の電気機関車と同一の塗装に変更され、車体塗装は赤をベースに車体裾部がダークグレーに近い濃焦茶色に赤色との境界部分に銀帯で、側面の左下部にレーティッシュ鉄道のロゴが、右下部に機番が入り、正面は右側窓下に機番が入り、中央にはグラウビュンデン州のエンブレムが設置されるものとなった。

### 走行機器
- 制御方式は電磁接触器を使用した抵抗制御で、力行時は通常走行、低速走行の2モード、電気ブレーキ時に発電ブレーキ、回生ブレーキの2モードを選択することができる。
- 力行時は通常は主電動機を2S2Pに接続するが、除雪時の低速走行用に4台を直列接続に切換えることで10km/h程度での安定した低速走行を可能にしており、制御段数は通常走行時は抵抗制御21段＋弱界磁4段、低速走行時は抵抗制御21段のみとなっている。また、制御は電空接触器および電磁接触器式で、高速度遮断器は定格2000V/2000AのTyp UR25 E 20電磁式、逆転器は電空式、屋根上の主抵抗器は定格容量840kW、自然冷却式のTyp 48 SF2である。
- 電気ブレーキ時には通常は回生ブレーキ、架線電圧が適正値でない場合に発電ブレーキを使用する方式を採用しており、いずれも制御段数は21段である。回生ブレーキは電動発電機の発生電圧で主電動機の界磁を励磁し、屋根上に搭載した主抵抗器と主制御器でブレーキ力を制御する方式である。また、発電ブレーキは界磁交換式で、主電動機の発生させる電圧を主抵抗器と主制御器で制御するが、この場合にはブレーキ用の電動真空ポンプと電動空気圧縮機も主電動機からの電力で駆動させることができる。
- ブレーキ装置は主制御器による回生・発電ブレーキのほか空気ブレーキ、真空ブレーキ、台車中央下部の電磁吸着ブレーキ、手ブレーキを装備する。
- 主電動機は連続定格出力140kW、1時間定格出力170kWのBBC製Typ EMR 475直流直巻整流子電動機 を4台搭載し、1時間定格牽引力106kN、最大牽引力192kNの性能を発揮する。冷却は自己通風式であるが、冷却風は屋根上パンタグラフ横の吸気口から吸入する。
- 台車は41-46号機は軸距2200mm、車輪径920mmの鋼板溶接組立式台車で、軸箱支持方式は円筒案内式、枕ばねは重ね板ばね、軸ばねはコイルばねとしている。主電動機はノーズサスペションの吊掛式に装荷されて動輪に伝達される方式となっており、大歯車の内輪と外輪の間にゴムブロックを入れて緩衝機構としている。なお、この台車はGem4/4形と共通となっている。
- 47-49号機の台車は枕ばねをコイルばね＋オイルダンパに変更している。なお、いずれも減速比は1:4.83で、台車には砂箱が設置されている。
- そのほか、シングルアーム式のパンタグラフを2台搭載、補機は電動空気圧縮機、電動真空ポンプ、蓄電池、電動発電機などを床下に搭載しているほか、Gem4/4形およびABe4/4 51-56形との重連総括制御が可能となっている。

### 主要諸元
- 軌間：1000mm
- 電気方式：DC1000V架空線式
- 最大寸法：全長16540mm（41-46）16886mm（47-49）、全幅2650mm、屋根高3377mm
- 軸距：2200mm
- 台車中心間距離：11000mm（41-46）、11350mm（47-49）
- 動輪径：920mm
- 自重：41.0t
- 座席定員
  - 1等室：12名
  - 2等室：24名
- 走行装置
  - 主制御装置：電磁接触器式抵抗制御、弱界磁制御付
  - 主電動機：Type EMR 475直流直巻整流子電動機×4台（連続定格出力：150kW[6]、1時間定格出力：170kW[7]、最大電流：600A）
  - 減速比：5.75
- 牽引力
  - 牽引力：80kN（連続定格、於24.5km/h）、106kN（1時間定格、於22.7km/h）、192kN（最大）
  - 牽引トン数：60t（70パーミル、R45m、25km/h）、60t（70パーミル、R70m、30km/h）
- ブレーキ力：68kN（発電ブレーキ最大、於22-25kN）、165kN（回生ブレーキ最大、於12-27km/h）
- 最高速度：65km/h
- ブレーキ装置：回生ブレーキ、発電ブレーキ、空気ブレーキ（自車用）、手ブレーキ、真空ブレーキ（列車用）

## 運行・廃車

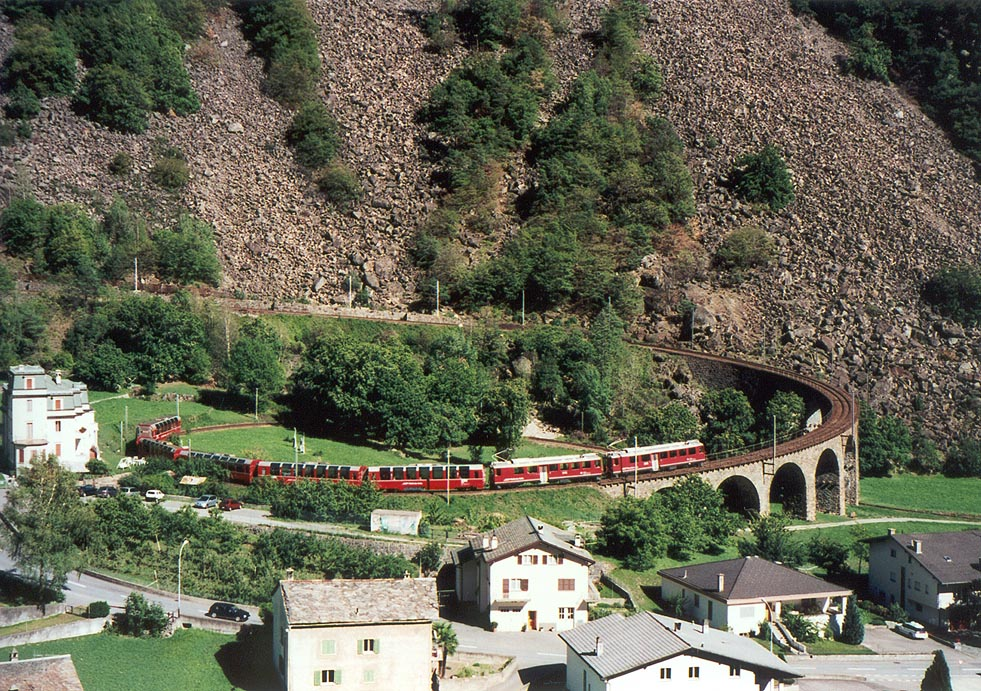
ABe4/4 41-49形重連が牽引するベルニナ急行、ブルージオ橋

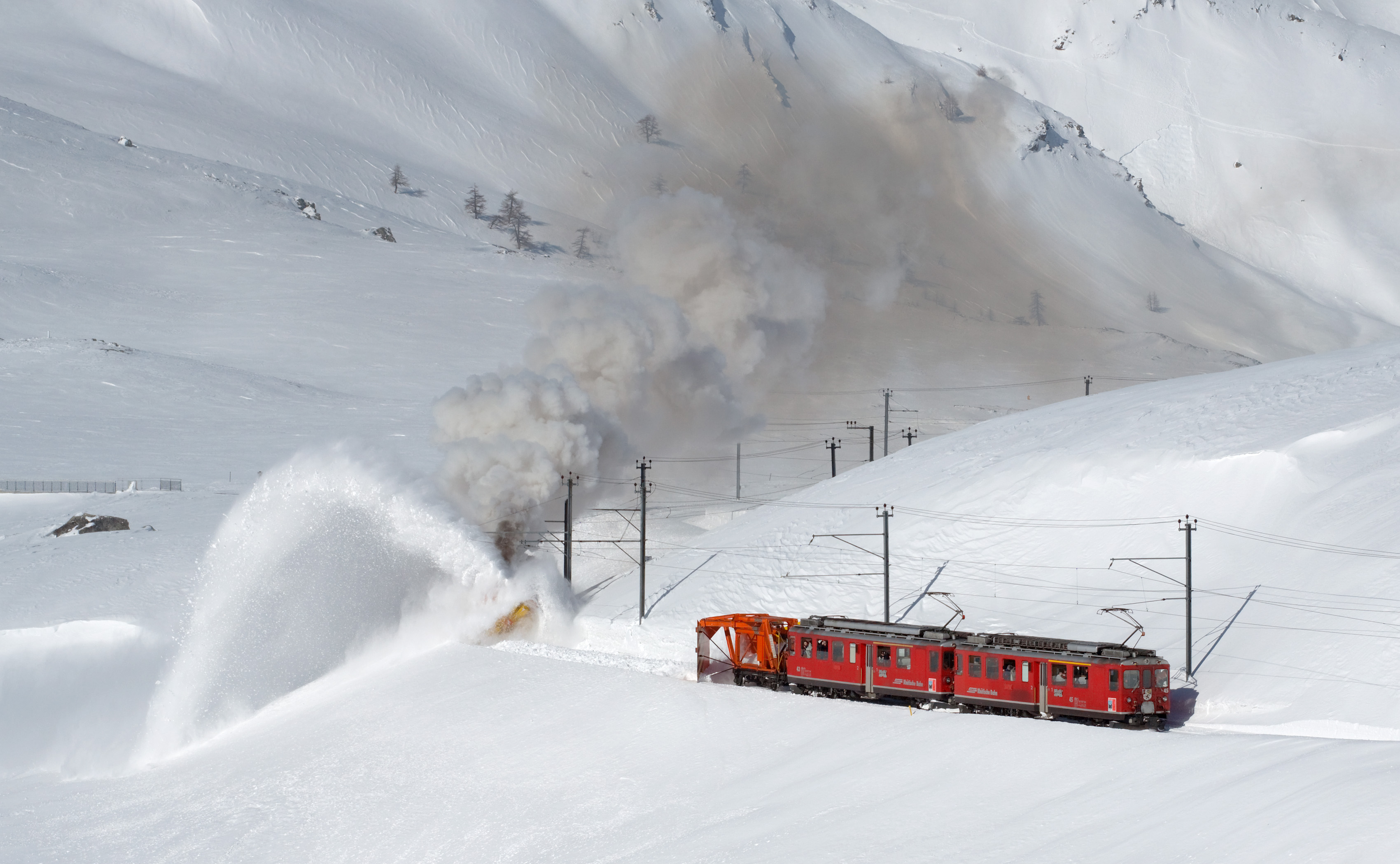
ABe4/4 41-49形の重連がX 3192形マックレー車を牽引する除雪列車

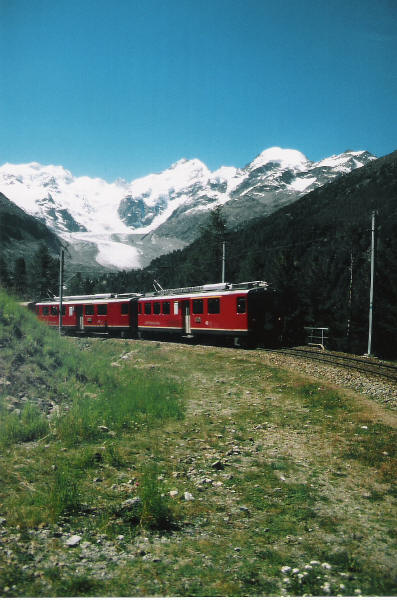
モルテラッチ氷河付近のABe4/4 41-49形牽引の列車

- レーティッシュ鉄道のDC1000V区間であるベルニナ線のサンモリッツからイタリアのティラーノ間で使用されているが、この線は全長60.69km、最急勾配70パーミル、最急曲線半径45m、最高高度2253m、高度差1824mの山岳路線である。
- 旅客列車では単機または重連で最大8両程度の軽量客車を牽引しており、ベルニナ急行にも使用される。
- 本機のみの重連のほか、Gem4/4形およびABe4/4 51-56形と重連で使用され、総括制御はできないが、ABe4/4 31-37形やABe4/4 30形、ABDe4/4 38形との重連で使用されることもある。
- 貨物列車や混合列車の牽引にも単機または重連で使用される。
- 冬季にはXk 9141-9147形ラッセルヘッドを付けて旅客列車等で使用されるほか、Xrotrt 9218-9219形ロータリー除雪車の推進など除雪列車にも使用される。
- 2010年より製造されたABe8/12 3501-3515形に置き換えられる形で順次廃車が進められることとなり、2010年11月4日に41、42、45号機が、12月15日には43、44号機が廃車となったほか、2010-11冬ダイヤでは全機が定期運用を外れている。なお、47-49号機は事業用車に改造されてXe4/4 9922形およびXe4/4 9923-9924形を代替することとなっている。